# Cinéma albanais

Longtemps confiné dans son isolement géopolitique, le cinéma albanais a fait de brèves apparitions (en Occident) dans quelques salles et festivals spécialisés tels le festival du film pour enfants de Giffoni ou les festivals du Cinéma méditerranéen de Bruxelles, Bastia ou Montpellier, mais n’a véritablement retenu l’attention des médias occidentaux qu’au début des années 2000, à l’occasion de la sortie de deux films phares, Slogans de Gjergj Xhuvani et Tirana, année zéro de Fatmir Koçi.
Les sources d’information en langue française restent peu nombreuses.

## Historique

### Le temps des pionniers
Selon Natasha Lako, poète, romancière, chercheuse, directrice des Archives nationales du film à Tirana et épouse du réalisateur Mevlan Shanaj, les véritables débuts du cinéma en Albanie dateraient de 1897, soit deux ans seulement après la première projection publique des frères Lumière à Paris. À ce moment-là, le pays vit encore sous le joug de l’Empire ottoman, une culture coloniale très réticente à la représentation de l’homme. C’est dire que les débuts de la photographie et du cinéma vont se faire dans des conditions difficiles.
Deux frères photographes originaires de Macédoine, les frères Manákis arpentent infatigablement les Balkans et s’installent à Bitola (Manastir) en 1905. S’étant procuré une caméra 300 à Londres, ils filment la vie quotidienne dans la région, et notamment le Congrès de Monastir, un important épisode de l’histoire de l’Albanie qui établit la standardisation de l’alphabet albanais en 1908 et qui se tient justement dans leur ville.
De son côté, Kolë Idromeno, peintre, architecte et urbaniste, avait installé dans sa ville natale Shkodër dès 1883 un laboratoire de photographie, Driteshkronja Idromeno et entretenait une correspondance avec les frères Lumière. Il est le premier à organiser des projections publiques dans le centre culturel Gjuha Shqipe. En 1912 il signe aussi un contrat avec le représentant d’une société autrichienne, Josef Stauber, qui permettra aux Albanais de s’ouvrir aux cinémas étrangers.
En parallèle, d’autres séances ont lieu en 1911 dans le café Stema de Koritza (Korçë).
Dans ces quelques villes, puis d’autres, les Albanais découvrent donc le cinéma à peu près au moment où leur pays accède à l’indépendance (1912), même si une partie du territoire reste occupée.

### L’embellie de l’indépendance
Pendant les trente ans qui suivent la déclaration d’indépendance, aussi bien les sociétés de production européennes et américaines que les amateurs tournent principalement des actualités et des films documentaires.
Entre les deux guerres c’est donc l’influence étrangère qui domine, en particulier les cinéma américain, français et italien. Les Albanais apprécient Greta Garbo dans Mata-Hari, Ingrid Bergman dans Hantise, Laurence Olivier dans le Rebecca de Alfred Hitchcock, également Charlie Chaplin, Maurice Chevalier ou Fred Astaire.
Ils remarquent aussi la présence d’acteurs albanais auprès des stars dans ces films étrangers, par exemple le célèbre Alexander Moissi venu du théâtre, ou encore Kristaq Antoniu, Elena Qirici.
Les salles de cinéma se multiplient dans les années 1920 et un véritable réseau de distribution se met en place. Pourtant en 1926 les représentants de la première société cinématographique albanaise, Alqi Hobdari et Xhuf Koljan ne cachent pas que s’ils prennent de tels risques financiers, c’est uniquement par patriotisme, car ces capitaux leur rapporteraient certainement plus d’argent s’ils étaient investis dans le commerce ou l’industrie.
En 1928 l’Albanie redevient une monarchie, avec l’auto-proclamation de Zog Ier. L’une des conséquences en est que l’attention des caméras étrangères se tourne désormais volontiers vers les parades, les exercices militaires et les tenues d’apparat. Comme il n’y a pas de maisons d’édition, ce sont souvent des peintres qui reproduisent les affiches, par exemple Stavri Madhi et bien d’autres.

### L’emprise de l'État
Le 7 avril 1939 une partie de l’Albanie est occupée par l’Italie, et la distribution des films est gérée à Rome. En 1942, à l’initiative directe du comte Ciano et de Mussolini une société de production est créée, Tomorri Films, qui existe toujours. Pour la première fois un documentaire est tourné par un réalisateur albanais, mais la mainmise de l’État se fait de plus en plus pesante. De septembre 1943 à novembre 1944 les salles sont entièrement contrôlées par les nazis.
En 1944 les cinéastes amateurs constituent des témoins privilégiés, filmant le départ des nazis de Shkodër ou l’arrivée des troupes de libération dans la capitale.
Le 22 décembre 1945 une loi décrète la nationalisation de l’acquisition, de l’importation et de la distribution des films en Albanie. Deux jours plus tard l’Agence albanaise du cinéma est créée. Elle sera transformée en Société cinématographique nationale d’Albanie en 1947. Par ailleurs tous les cinémas privés sont nationalisés.
Le royaume albanais devient la République populaire d'Albanie le 11 janvier 1946, et c’est Enver Hoxha qui va diriger le pays d’une main de fer pratiquement jusqu’à sa mort en 1985.
Au cinéma une nouvelle étape est franchie avec la création des premiers studios albanais, Shqipëria e Re ("Albanie Nouvelle") en 1952.
Dans un pays où le taux d’analphabétisme reste élevé dans les années 1940 et 1950, le gouvernement s’attache à accroître le nombre de salles et de projecteurs mobiles, ainsi que l’importation de films, principalement des pays de l’Est, de France et d’Italie.

### Les débuts d’une production nationale
Le premier long métrage est en réalité une coproduction albano-russe consacrée au héros national albanais, Skanderbeg. Cette fresque historique, L’Indomptable Skanderbeg (Skënderbeu), réalisée en 1953 par Sergueï Ioutkevitch fut primée au Festival de Cannes 1954 (Prix International et mention spéciale pour la réalisation).
Les premiers films entièrement réalisés par des Albanais sont Fëmijët e saj, un court métrage mélodramatique réalisé dans le cadre de sa formation par Hysen Hakani en 1957 et Tana de Kristaq Dhamo en 1958, d’après le roman de Fatmir Gjata, et qui peut être considéré comme le premier long métrage albanais.
Les années 1960 sont marquées par la production régulière d’un film par an en moyenne, avec une prédilection pour des thèmes liés à la résistance contre les occupants nazis et fascistes, ainsi qu’aux réformes mises en place immédiatement après la guerre. De jeunes réalisateurs, tels que Dhimitër Anagnosti, Viktor Gjika, Gëzim Erebara et Piro Milkani, font leur premier film à ce moment-là.
Au cours de la décennie suivante, le gouvernement mène dans le domaine de la culture une politique isolationniste qui conduit notamment à une réduction drastique des importations. La production de films nationaux s’accroît alors de manière significative, pour atteindre 5 à 6 longs métrages par an au début des années 1970, puis 8 à 10 et enfin 14 dans les années 1980.
Les genres se diversifient, et l’on voit apparaître notamment les premiers films pour enfants, un domaine dans lequel l’Albanie se distinguera à plusieurs reprises, notamment à travers la réalisatrice Xhanfize Keko, épouse du cinéaste Endri Keko. Après une dizaine d’autres films, son Beni ecën vetë est particulièrement remarqué en 1975 à l'occasion du Festival du film pour enfants de Giffoni (Italie). C’est l’histoire de Ben, un petit garçon surprotégé qui, grâce à un oncle qui l’emmène à la campagne, va s’affranchir petit à petit.
Quelques réalisateurs s’essayent aussi à la comédie de situations, tels que Fehmi Oshafi et Muharrem Fejzo. Dans Kapedani (1972), l’oncle Sulo, un peu misogyne, est contrarié parce que la coopérative du village est dirigée par une femme. Parti à Tirana pour défendre ses droits, il va de surprise en surprise.
Même si des films historiques et musicaux (par exemple Cuca e maleve de Dhimitër Anagnosti en 1974) sont également produits, le genre préféré des Albanais reste le film dramatique, voire mélodramatique et - il faut bien le dire - un rien moralisateur.
Pendant cette décennie une nouvelle génération de réalisateurs se fait connaître, tels que Rikard Ljarja, Saimir Kumbaro, Ibrahim Muço, Kristaq Mitro ou encore Esat Musliu. La Radio-Télévision albanaise se met aussi à produire des films, par exemple Udha e shkronjave et Kur hidleshin themelet, réalisés par Vladimir Prifti en 1978. Voici les propos de Claudio Gubitosi, le directeur du Festival de Giffoni : « Je savais que 1978 représentait l'époque magique de la cinématographie albanaise ».
À la fin de cette période, particulièrement dans les années 1980, les films albanais se tournent davantage vers des événements immédiatement contemporains, ou alors antérieurs à la Seconde Guerre mondiale. De nouveaux noms de réalisateurs émergent, à travers des films tels que Face à face (1979), de Kujtim Çashku et Piro Milkani ; La Main de l’homme (1983, Kujtim Çashku) ; Agimet e stinës së madhe (1981, Albert Minga), Kohë e largët (1983, Spartak Pecani) ; Tela për violinë (1987, Bujar Kapexhiu) et bien d'autres.
En ce qui concerne les films documentaires, leur production se stabilise autour de vingt à quarante films par an pendant les années 1970 et 1980. Des thèmes plutôt culturels sont désormais abordés, mais la propagande n’a pas disparu. C’est alors qu’apparaît aussi le cinéma d'animation albanais, avec le petit film de 7 minutes réalisé par Vlash Droboniku et Tomi Vaso en 1975, Zana dhe Miri. La production d'animations atteint alors environ 16 films par an.
À cette époque les studios Shqipëria et la Télévision albanaise — dans le cadre d’une organisation étatique centralisée — contrôlent pratiquement toute la production cinématographique du pays.
La mort du dictateur Enver Hoxha en 1985, puis la chute du mur de Berlin vont précipiter les événements et conduire à d’importants changements en Albanie. Vers 1990, la situation du cinéma est la suivante : on trouve dans le pays environ 450 salles permanentes ou mobiles, souvent vétustes, aux équipements obsolètes. Les films eux-mêmes sont assez conservateurs, la prise de risques étant de toute façon difficile, et de fait 80 longs métrages sur 200 sont des adaptations d’œuvres littéraires albanaises.

### L’après-communisme
De profondes réformes suivent ces bouleversements politiques. Le studio unique éclate en plusieurs unités et des films sont désormais produits par des entreprises privées, en coopération avec d’une part le Centre national de la cinématographie Qendra Kombëtare e Kinematografisë (QKK) fondé au milieu des années 1990 et d’autre part des producteurs étrangers. QKK se trouve désormais en position de force, ce qui n’est pas du goût de tous les professionnels du cinéma.
Dans les années 1950, réalisateurs et techniciens albanais avaient commencé à se former dans les pays de l’Est, à Prague ou à Moscou. Parmi les générations suivantes beaucoup suivent des formations à l’Académie des Beaux-Arts de Tirana ou au sein du studio lui-même.
Une certaine forme de critique cinématographique et de réflexion théorique sur le cinéma s’est développée en parallèle, principalement le fait des professionnels du cinéma eux-mêmes ou de journalistes. Un périodique spécialisé existait dans les années 1980, Skena dhe Ekrani (Stage and Screen), mais il a cessé de paraître au début de la décennie suivante.
Une section spécifique du Centre d’études artistiques de l’Académie des sciences travaille sur l’histoire du cinéma albanais. Jusqu’au début des années 1990 les réalisateurs étaient membres de la Ligue albanaise des écrivains et artistes. Par la suite ils ont fait sécession et ont monté une association de réalisateurs albanais, La Lumière, dont les membres fondateurs sont le réalisateur Kujtim Çashku, le scénariste Vath Koreshi ainsi que Petrit Beci, directeur du Centre national de la cinématographie (albanais).
En 1997 les Archives nationales du film qui faisaient autrefois partie des studios officiels sont devenues une institution autonome, membre de la FIAF (Fédération internationale des archives du film). Elles sont aujourd’hui dirigées par Natasha Lako.
Depuis 1976 des festivals nationaux étaient organisés en Albanie, d’abord de manière un peu anarchique, puis plus systématiquement, en alternant par exemple un long métrage de fiction avec un documentaire ou un film d’animation. Le 11e festival – celui de l’an 2000 – rassemble toutes les productions des cinq années antérieures, à savoir dix longs métrages, vingt-sept documentaires et quatorze dessins animés. Dans cette production des années 1990 on perçoit toujours la critique sociale, la préoccupation des artistes pour les problèmes de société, tout particulièrement les phénomènes nouveaux liés à cette ère de transition. Un certain nombre de films ne manquent pas de stigmatiser le totalitarisme. Autre constatation notable : pour la première fois des films réalisés par des réalisateurs albanais originaires du Kosovo, de Macédoine ou du Monténégro sont présentés. Dans les festivals de 1995 et 2000 – outre les prix habituels, des récompenses pour l’ensemble de leur carrière ont également été attribués aux réalisateurs Dhimitër Anagnosti et Kristaq Dhamo, ainsi qu’aux acteurs Kadri Roshi et Sulejman Pitarka.

### L’avenir du cinéma albanais
L’Albanie traverse actuellement une difficile période de transition et d’ajustement à l’économie de marché, et des voix s’élèvent pour déplorer, voire dénoncer cette situation. En effet la production de films décroît, le nombre de salles de cinéma est en chute libre. Des efforts récents ont été faits pour créer de nouveaux complexes cinématographiques, tel que le Millenium à Tirana ou son équivalent à Elbasan, mais l’on y projette surtout des westerns et des blockbusters américains.
Il faut reconnaître que, malgré l’apparition d’un nouveau cinéma national et les récompenses obtenues notamment par Slogans et Tirana, année zéro en 2001, nombre d’Albanais restent attachés aux anciens films, régulièrement diffusés sur les différentes chaînes de télévision privées. La propagande d’alors semble inspirer davantage de dérision, voire de sourires attendris, que de rejet ou d’indignation. Qu’on le déplore ou non, on peut sans doute rapprocher cette attitude de l’Ostalgie observée ces dernières années en Allemagne.
Pourtant les talents et les enthousiasmes ne manquent pas, mais les financements font souvent défaut. Les jeunes réalisateurs se tournent vers les chaînes de télévision et fondent aussi beaucoup d’espoir sur l’aide internationale.
L'avenir du cinéma albanais est aussi lié à une meilleure visibilité du pays hors de ses frontières — une évolution certes probable, mais dont beaucoup déplorent la lenteur.

## Personnalités du cinéma albanais

### Réalisateurs
- Dhimitër Anagnosti
- Kujtim Çashku
- Kristaq Dhamo
- Gëzim Erebara
- Muharrem Fejzo
- Viktor Gjika
- Hysen Hakani
- Endri Keko
- Xhanfize Keko
- Fatmir Koçi
- Saimir Kumbaro
- Piro Milkani
- Bujar Alimani
- Artan Minarolli
- Albert Minga
- Kristaq Mitro
- Esat Musliu
- Fehmi Oshafi
- Vladimir Prifti
- Mevlan Shanaj
- Gjergj Xhuvani

### Acteurs
- Sandër Prosi
- Violeta Manushi
- Guljem Radoja
- Timo Flloko
- Rajmonda Bulku
- Artur Gorishti
- Birçe Hasko
- Margarita Xhepa
- Birçe Hasko
- Kristaq Antoniu
- Roza Anagnosti
- Faruk Begolli
- Tinka Kurti
- Marie Logoreci
- Nevin Meçaj
- Piro Milkani
- Alexander Moissi
- Nexhmije Pagarusha
- Sulejman Pitarka
- Muharrem Qena
- Agim Qiriaqi
- Elena Qirici
- Kadri Roshi
- Luiza Xhuvani
- Ndriçim Xhepa

## Organisations
- Archives : Archives nationales du film (Arkivi Qendror Shteteror i Filmit), créées le 1er avril 1997 à Tirana.
- Studios : Alba Film Studio, autrefois Sqipëria e re (« Albanie Nouvelle »).
- Formations : Marubi Film and Multimedia School à Tirana (ainsi nommée en hommage aux Marubi, une famille de pionniers de la photographie), dont le directeur actuel est le réalisateur Kushtim Çashku.
- Festivals : TIFF (Tirana International Film Festival), festival de courts métrages fondé en 2003).